# 1. Fußball-Club Saarbrücken 2005-2006
Questa voce raccoglie le informazioni riguardanti il 1. Fußball-Club Saarbrücken nelle competizioni ufficiali della stagione 2005-2006.

## Stagione
Nella stagione 2005-2006 il Saarbrücken, allenato da Horst Ehrmantraut, Fritz Fuchs, Rudolf Bommer e Didier Philippe, concluse il campionato di 2. Bundesliga al 16º posto e retrocesse in Regionalliga. In Coppa di Germania il Saarbrücken fu eliminato al secondo turno dall'Unterhaching.

## Rosa
| N. |                     | Ruolo | Calciatore         |
| -- | ------------------- | ----- | ------------------ |
| 1  | Germania (bandiera) | P     | Tobias Rott        |
| 2  | Camerun (bandiera)  | C     | Marcel Mahouvé     |
| 3  | Germania (bandiera) | D     | Sebastian Pelzer   |
| 5  | Germania (bandiera) | D     | Marcel Rozgonyi    |
| 6  | Germania (bandiera) | D     | Philipp Haastrup   |
| 7  | Germania (bandiera) | C     | Matthias Hagner    |
| 8  | Germania (bandiera) | C     | Thorsten Nehrbauer |
| 9  | Malawi (bandiera)   | C     | Tamandani Nsaliwa  |
| 11 | Francia (bandiera)  | A     | Jonathan Jäger     |
| 12 | Germania (bandiera) | P     | Peter Eich         |
| 13 | Marocco (bandiera)  | C     | Mustapha Hadji     |
| 14 | Nigeria (bandiera)  | D     | Adiele Echendu     |
| 16 | Germania (bandiera) | D     | Stephan Kling      |
| 17 | Francia (bandiera)  | D     | Alexis Genet       |

| N. |                                 | Ruolo | Calciatore       |
| -- | ------------------------------- | ----- | ---------------- |
| 18 | Francia (bandiera)              | D     | Clément Halet    |
| 19 | Slovacchia (bandiera)           | A     | Henrich Benčík   |
| 20 | Germania (bandiera)             | C     | Marco Laping     |
| 21 | Tunisia (bandiera)              | D     | Aïmen Demai      |
| 22 | Algeria (bandiera)              | C     | Chadli Amri      |
| 23 | Turchia (bandiera)              | A     | Yilmaz Örtülü    |
| 25 | Germania (bandiera)             | P     | Marc Ziegler     |
| 26 | Bosnia ed Erzegovina (bandiera) | A     | Nazif Hajdarović |
| 27 | Turchia (bandiera)              | A     | Arif Karaoglan   |
| 30 | Germania (bandiera)             | C     | Nico Zimmermann  |
| 33 | Germania (bandiera)             | D     | Manuel Hornig    |
| 36 | Guinea (bandiera)               | A     | Taifour Diane    |
| 40 | Serbia e Montenegro (bandiera)  | A     | Ivan Dudić       |
| 44 | Egitto (bandiera)               | D     | Hany Ramzy       |

## Organigramma societario
Area tecnica
- Allenatore: Didier Philippe
- Allenatore in seconda:
- Preparatore dei portieri: Heinz Böhmann
- Preparatori atletici:

## Calciomercato

### Sessione estiva
| Acquisti | Acquisti         | Acquisti          | Acquisti |
| R.       | Nome             | da                | Modalità |
| -------- | ---------------- | ----------------- | -------- |
| C        | Marcel Mahouvé   | Dighenis Morphou  |          |
| D        | Philipp Haastrup | Rot-Weiss Essen   |          |
| C        | Mustapha Hadji   | Emirates          |          |
| D        | Clément Halet    | Laval             |          |
| D        | Manuel Hornig    | SC Hauenstein     |          |
| D        | Sebastian Pelzer | Eintracht Treviri |          |
| P        | Marc Ziegler     | Austria Vienna    |          |

| Cessioni | Cessioni          | Cessioni               | Cessioni |
| R.       | Nome              | da                     | Modalità |
| -------- | ----------------- | ---------------------- | -------- |
| C        | Alessandro Caruso | Eintracht Braunschweig |          |
| D        | Henri Heeren      | Fortuna Düsseldorf     |          |
| D        | Sören Holz        | SC Friedrichsthal      |          |
| C        | Torsten Reuter    | Kaiserslautern         |          |

### Sessione invernale
| Acquisti | Acquisti       | Acquisti        | Acquisti |
| R.       | Nome           | da              | Modalità |
| -------- | -------------- | --------------- | -------- |
| A        | Jonathan Jäger | Le Havre        |          |
| A        | Ivan Dudić     | Östers IF       |          |
| D        | Alexis Genet   | Olympique Lione |          |

| Cessioni | Cessioni          | Cessioni          | Cessioni |
| R.       | Nome              | da                | Modalità |
| -------- | ----------------- | ----------------- | -------- |
| A        | Peter Buljan      | Eintracht Treviri |          |
| C        | Faysal El-Idrissi | Al-Nasr           |          |
| C        | Matej Sucurovic   | Jedinstvo Bihać   |          |
| A        | Gunter Thiebaut   | Zulte Waregem     |          |
| P        | Christian Stuff   | Eintracht Treviri |          |

## Risultati

### 2. Bundesliga

#### Girone di andata
| Arbitro: | Schmidt |

|  |           |                                 |
|  | Marcatori | 52’, 63’ Edu 79’, 90’ Misimović |

| Arbitro: | Walz |

|                                                          |           |  |
| Müller 16’ Maaß 18’ Ndjeng 41’ Schüßler 54’ De Graef 81’ | Marcatori |  |

| Arbitro: | Welz |

|  |           |                              |
|  | Marcatori | 52’, 69’ Lintjens 85’ Spizak |

| Arbitro: | Anklam |

|                                                |           |  |
| Rösler 12’ Stehle 48’ Schlaudraff 56’ Noll 89’ | Marcatori |  |

| Arbitro: | Henschel |

|           |           |            |
| Hadji 52’ | Marcatori | 76’ Kneißl |

| Arbitro: | Seemann |

|                          |           |  |
| Heller 32’ Juskowiak 65’ | Marcatori |  |

| Arbitro: | Schalk |

|            |           |                         |
| Benčík 13’ | Marcatori | 53’ Dundee 56’ Federico |

| Arbitro: | Fischer |

|  |           |           |
|  | Marcatori | 1’ Benčík |

| Arbitro: | Grudzinski |

|                                     |           |          |
| Tanko 35’ Antar 49’ Aogo 88’ (rig.) | Marcatori | 61’ Amri |

| Arbitro: | Kuhl |

|            |           |                       |
| Örtülü 90’ | Marcatori | 45’, 63’, 90’ McKenna |

| Arbitro: | Lupp |

|                                   |           |             |
| Đenić 4’ Thioune 65’ Paulinho 80’ | Marcatori | 6’ Rozgonyi |

| Arbitro: | Wagner |

|            |           |                             |
| Örtülü 76’ | Marcatori | 21’ Arvidsson 33’ Sebastian |

| Fürth 20 novembre 2005, ore 15:00 CET 13ª giornata | Greuther Fürth | 0 – 0 referto | Saarbrücken | Playmobil-Stadion (5 600 spett.)\| Arbitro: \| Frank \| |
| Arbitro:                                           | Frank          |               |             |                                                         |

| Arbitro: | Dingert |

|                 |           |                           |
| Türker 20’, 32’ | Marcatori | 35’ Benčík 68’, 86’ Hadji |

| Saarbrücken 11 dicembre 2005, ore 15:00 CET 16ª giornata | Saarbrücken | 0 – 0 referto | Monaco 1860 | Ludwigsparkstadion (7 800 spett.)\| Arbitro: \| Kempter \| |
| Arbitro:                                                 | Kempter     |               |             |                                                            |

| Arbitro: | Schalk |

|                                         |           |             |
| Amri 8’, 37’ Örtülü 43’, 80’ Benčík 65’ | Marcatori | 6’ Fröhlich |

| Arbitro: | Brombacher |

|          |           |                     |
| Graf 90’ | Marcatori | 50’ Amri 63’ Örtülü |

#### Girone di ritorno
| Arbitro: | Stark |

|                                              |           |  |
| Imhof 22’ Edu 47’ (rig.) Maltritz 79’ (rig.) | Marcatori |  |

| Saarbrücken 28 gennaio 2006, ore 13:00 CET 19ª giornata | Saarbrücken | 0 – 0 referto | Paderborn | Ludwigsparkstadion (5 700 spett.)\| Arbitro: \| Kuhl \| |
| Arbitro:                                                | Kuhl        |               |           |                                                         |

| Arbitro: | Lupp |

|  |           |                                          |
|  | Marcatori | 16’ Demai 68’ Dudić 78’ Örtülü 88’ Jäger |

| Arbitro: | Fischer |

|                               |           |  |
| Krejčí 34’ Bogavac 43’ (rig.) | Marcatori |  |

| Arbitro: | Seemann |

|            |           |           |
| Benčík 25’ | Marcatori | 44’ Demir |

| Arbitro: | Grudzinski |

|                                             |           |                                       |
| Hadji 2’ Amri 11’ Benčík 30’, 68’ Jäger 70’ | Marcatori | 35’ Ghigani 75’ Omodiagbe 89’ Frommer |

| Arbitro: | Sippel |

|                       |           |           |
| Federico 4’ Freis 24’ | Marcatori | 78’ Demai |

| Arbitro: | Schößling |

|                    |           |           |
| Jäger 20’ Amri 64’ | Marcatori | 67’ Tanko |

| Arbitro: | Brych |

|  |           |          |
|  | Marcatori | 9’ Jäger |

| Arbitro: | Wack |

|                       |           |                                                         |
| Hagner 42’ Benčík 45’ | Marcatori | 7’ Ebbers 25’, 71’ Schlaudraff 60’ Klitzpera 90’ Rösler |

| Arbitro: | Sahler |

|           |           |  |
| Demai 60’ | Marcatori |  |

| Arbitro: | Henschel |

|                             |           |  |
| Stein 9’ Bülow 12’ Kern 14’ | Marcatori |  |

| Arbitro: | Walz |

|           |           |  |
| Jäger 32’ | Marcatori |  |

| Arbitro: | Rafati |

|                        |           |  |
| Kennedy 45’ Ludwig 67’ | Marcatori |  |

| Arbitro: | Gagelmann |

|  |           |                                        |
|  | Marcatori | 31’, 68’ Türker 41’ Mokhtari 75’ Wörle |

| Arbitro: | Kinhöfer |

|              |           |  |
| Milchraum 7’ | Marcatori |  |

| Arbitro: | Schößling |

|                          |           |  |
| Hajdarović 19’ Dudić 87’ | Marcatori |  |

### Coppa di Germania
| Arbitro: | Brombacher |

|                                               |                      |                                              |
| Tölcseres 7’                                  | Marcatori            | 8’ Thiebaut                                  |
| Tölcseres Meier Ismaili Gusic Zani Rosenwirth | Tiri di rigore 4 – 5 | Nsaliwa Hagner Demai Thiebaut Hadji Rozgonyi |

| Arbitro: | Welz |

|                          |           |           |
| Teinert 75’ N'Diaye 115’ | Marcatori | 56’ Hadji |

## Statistiche

### Statistiche di squadra
| Competizione      | Punti | In casa | In casa | In casa | In casa | In casa | In casa | In trasferta | In trasferta | In trasferta | In trasferta | In trasferta | In trasferta | Totale | Totale | Totale | Totale | Totale | Totale | DR  |
| Competizione      | Punti | G       | V       | N       | P       | Gf      | Gs      | G            | V            | N            | P            | Gf           | Gs           | G      | V      | N      | P      | Gf     | Gs     | DR  |
| ----------------- | ----- | ------- | ------- | ------- | ------- | ------- | ------- | ------------ | ------------ | ------------ | ------------ | ------------ | ------------ | ------ | ------ | ------ | ------ | ------ | ------ | --- |
| 2. Bundesliga     | 38    | 17      | 6       | 4       | 7       | 23      | 30      | 17           | 5            | 1            | 11           | 14           | 33           | 34     | 11     | 5      | 18     | 37     | 63     | -26 |
| Coppa di Germania | -     | 0       | 0       | 0       | 0       | 0       | 0       | 2            | 0            | 1            | 1            | 2            | 3            | 2      | 0      | 1      | 1      | 2      | 3      | -1  |
| Totale            | 38    | 17      | 6       | 4       | 7       | 23      | 30      | 19           | 5            | 2            | 12           | 16           | 36           | 36     | 11     | 6      | 19     | 39     | 66     | -27 |

### Andamento in campionato
| Giornata  | 1  | 2  | 3  | 4  | 5  | 6  | 7  | 8  | 9  | 10 | 11 | 12 | 13 | 14 | 15 | 16 | 17 | 18 | 19 | 20 | 21 | 22 | 23 | 24 | 25 | 26 | 27 | 28 | 29 | 30 | 31 | 32 | 33 | 34 |
| --------- | -- | -- | -- | -- | -- | -- | -- | -- | -- | -- | -- | -- | -- | -- | -- | -- | -- | -- | -- | -- | -- | -- | -- | -- | -- | -- | -- | -- | -- | -- | -- | -- | -- | -- |
| Luogo     | C  | T  | C  | T  | C  | T  | C  | T  | T  | C  | T  | C  | T  | T  | C  | C  | T  | T  | C  | T  | T  | C  | C  | T  | C  | T  | C  | C  | T  | C  | T  | C  | T  | C  |
| Risultato | P  | P  | P  | P  | N  | P  | P  | V  | P  | P  | P  | P  | N  | V  | N  | V  | V  | P  | N  | V  | P  | N  | V  | P  | V  | V  | P  | V  | P  | V  | P  | P  | P  | V  |
| Posizione | 18 | 18 | 18 | 18 | 18 | 18 | 18 | 17 | 18 | 18 | 18 | 18 | 18 | 18 | 17 | 17 | 17 | 17 | 18 | 15 | 16 | 17 | 17 | 18 | 17 | 16 | 14 | 14 | 15 | 14 | 15 | 16 | 16 | 16 |

Legenda:

Luogo: C = Casa; T = Trasferta. Risultato: V = Vittoria; N = Pareggio; P = Sconfitta.

### Statistiche dei giocatori
| Giocatore     | 2. Bundesliga | 2. Bundesliga | 2. Bundesliga | 2. Bundesliga | Coppa di Germania | Coppa di Germania | Coppa di Germania | Coppa di Germania | Totale   | Totale | Totale      | Totale     |
| Giocatore     | Presenze      | Reti          | Ammonizioni   | Espulsioni    | Presenze          | Reti              | Ammonizioni       | Espulsioni        | Presenze | Reti   | Ammonizioni | Espulsioni |
| ------------- | ------------- | ------------- | ------------- | ------------- | ----------------- | ----------------- | ----------------- | ----------------- | -------- | ------ | ----------- | ---------- |
| C. Amri       | 25            | 6             | 1             | 2             | 1                 | 0                 | 0                 | 0                 | 26       | 6      | 1           | 2          |
| H. Benčík     | 30            | 8             | 3             | 0             | 2                 | 0                 | 1                 | 0                 | 32       | 8      | 4           | 0          |
| P. Buljan     | 3             | 0             | 0             | 0             | 0                 | 0                 | 0                 | 0                 | 3        | 0      | 0           | 0          |
| A. Demai      | 32            | 3             | 4             | 1             | 1                 | 0                 | 1                 | 0                 | 33       | 3      | 5           | 1          |
| T. Diane      | 6             | 0             | 0             | 0             | 0                 | 0                 | 0                 | 0                 | 6        | 0      | 0           | 0          |
| I. Dudić      | 7             | 2             | 2             | 0             | 0                 | 0                 | 0                 | 0                 | 7        | 2      | 2           | 0          |
| A. Echendu    | 24            | 0             | 3             | 0             | 1                 | 0                 | 1                 | 0                 | 25       | 0      | 4           | 0          |
| P. Eich       | 23            | 0             | 0             | 0             | 1                 | 0                 | 0                 | 0                 | 24       | 0      | 0           | 0          |
| F. El-Idrissi | 4             | 0             | 1             | 0             | 0                 | 0                 | 0                 | 0                 | 4        | 0      | 1           | 0          |
| A. Genet      | 15            | 0             | 9             | 0             | 0                 | 0                 | 0                 | 0                 | 15       | 0      | 9           | 0          |
| P. Haastrup   | 22            | 0             | 4             | 0             | 2                 | 0                 | 0                 | 0                 | 24       | 0      | 4           | 0          |
| M. Hadji      | 30            | 4             | 6             | 0             | 2                 | 1                 | 0                 | 1                 | 32       | 5      | 6           | 1          |
| M. Hagner     | 17            | 1             | 4             | 0             | 1                 | 0                 | 0                 | 0                 | 18       | 1      | 4           | 0          |
| N. Hajdarović | 2             | 1             | 0             | 0             | 0                 | 0                 | 0                 | 0                 | 2        | 1      | 0           | 0          |
| C. Halet      | 21            | 0             | 3             | 0             | 0                 | 0                 | 0                 | 0                 | 21       | 0      | 3           | 0          |
| M. Hornig     | 1             | 0             | 0             | 0             | 1                 | 0                 | 0                 | 0                 | 2        | 0      | 0           | 0          |
| J. Jäger      | 11            | 5             | 0             | 0             | 0                 | 0                 | 0                 | 0                 | 11       | 5      | 0           | 0          |
| A. Karaoglan  | 1             | 0             | 0             | 0             | 0                 | 0                 | 0                 | 0                 | 1        | 0      | 0           | 0          |
| S. Kling      | 2             | 0             | 0             | 0             | 0                 | 0                 | 0                 | 0                 | 2        | 0      | 0           | 0          |
| M. Laping     | 7             | 0             | 1             | 0             | 1                 | 0                 | 0                 | 1                 | 8        | 0      | 1           | 1          |
| M. Mahouvé    | 8             | 0             | 3             | 0             | 1                 | 0                 | 0                 | 0                 | 9        | 0      | 3           | 0          |
| T. Nehrbauer  | 32            | 0             | 4             | 2             | 2                 | 0                 | 2                 | 0                 | 34       | 0      | 6           | 2          |
| T. Nsaliwa    | 31            | 0             | 4             | 0             | 2                 | 0                 | 0                 | 0                 | 33       | 0      | 4           | 0          |
| S. Pelzer     | 26            | 0             | 4             | 0             | 1                 | 0                 | 1                 | 0                 | 27       | 0      | 5           | 0          |
| H. Ramzy      | 4             | 0             | 0             | 0             | 1                 | 0                 | 0                 | 0                 | 5        | 0      | 0           | 0          |
| T. Rott       | 0             | 0             | 0             | 0             | 0                 | 0                 | 0                 | 0                 | 0        | 0      | 0           | 0          |
| M. Rozgonyi   | 16            | 1             | 2             | 1             | 2                 | 0                 | 0                 | 0                 | 18       | 1      | 2           | 1          |
| C. Stuff      | 2             | 0             | 0             | 0             | 1                 | 0                 | 0                 | 0                 | 3        | 0      | 0           | 0          |
| G. Thiebaut   | 10            | 0             | 0             | 0             | 1                 | 1                 | 0                 | 0                 | 11       | 1      | 0           | 0          |
| V. Willemin   | 1             | 0             | 0             | 0             | 0                 | 0                 | 0                 | 0                 | 1        | 0      | 0           | 0          |
| M. Ziegler    | 11            | 0             | 1             | 0             | 1                 | 0                 | 0                 | 0                 | 12       | 0      | 1           | 0          |
| N. Zimmermann | 1             | 0             | 1             | 0             | 0                 | 0                 | 0                 | 0                 | 1        | 0      | 1           | 0          |
| Y. Örtülü     | 29            | 6             | 4             | 0             | 2                 | 0                 | 0                 | 0                 | 31       | 6      | 4           | 0          |